# Хелати

Хелатний комплекс іона металу і етилендіамінтетраоцтової кислоти

Хела́ти (від грец. χηλή, chelè — «клішня») або внутрішньокомплексні сполуки — клішнеподібні комплексні сполуки, які утворені при взаємодії іонів металів з молекулами деяких органічних сполук, що містять солеутворювальну, комплексоутворювальну групи. Хелатні сполуки мають центральний іон (частинку) — комплексоутворювач — і координовані навколо нього ліганди. Хелатні сполуки часто використовують у хімії для розділення, концентрації і визначення різних елементів.